# Alufá
O termo alufá ou alfa[carece de fontes?] designa o líder religioso dos negros muçulmanos no Rio de Janeiro e na Bahia, de acordo com o antropólogo, etnógrafo e historiador Câmara Cascudo. Pode significar também doutor, teólogo, devoto e marabu, de acordo com o jornalista e cronista João do Rio, na sua obra As Religiões no Rio. Na etnia afro-brasileira ibomina e no candomblé de rama afro-brasileira malê, serve também para designar o sacerdote do culto a Ifá. Já o termo adifá seria o líder dos alufás.</ref> Após a Revolta dos Malês, a palavra alufá passou a ser proibida socialmente por conta de sua representação perigosa[carece de fontes?], razão pela qual muitos passaram a ser chamados babalaôs, termo de outra etnia.